# Hellfest

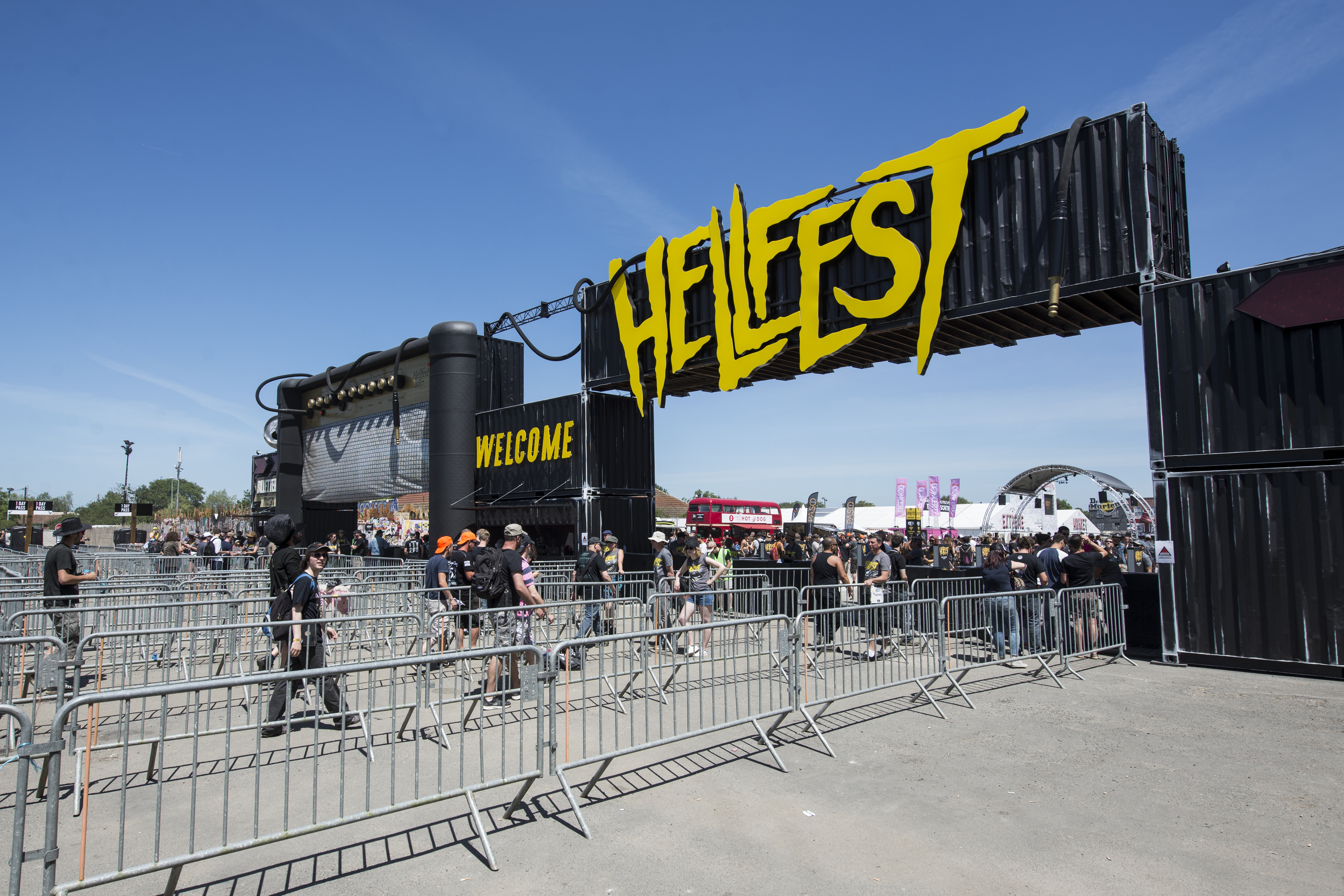
Hellfest 2017.

Hellfest är en metalfestival som hålls i Clisson i Frankrike. Första året den hölls var 2006 och genom åren har artister som Europe, Kiss, Slayer och Manowar spelat där.
Hellfest 2011 hölls den 17-19 juni, och huvudakten var Iggy & the Stooges, Scorpions, Ozzy Osbourne och Sage Savage